# Americká ženská hokejová reprezentace
Americká ženská hokejová reprezentace je výběrem nejlepších hráček ledního hokeje ze Spojených států amerických. Od roku 1990 se účastní mistrovství světa žen. Nejlepší výsledek z tohoto šampionátu pochází z let 2005, 2008, 2009, 2011, 2013, 2015, 2016, 2017 a 2019, kdy americká ženská hokejová reprezentace vybojovala zlato. Též má 5 účastí na zimních olympijských hrách, kde v roce 1998 a 2018 vybojovala zlato.

## Mezinárodní soutěže

### Olympijské hry
USA startovalo na všech pěti ženských turnajích v ledním hokeji na zimních olympijských hrách a kromě tří stříbrných medailí, získalo zlato v roce 1998 a bronz v roce 2006.
| ZOH      | Místo konání                | Umístění         |
| -------- | --------------------------- | ---------------- |
| ZOH 1998 | Japonsko (Nagano)           | Zlatá medaile    |
| ZOH 2002 | USA (Salt Lake City)        | Stříbrná medaile |
| ZOH 2006 | Itálie (Turín)              | Bronzová medaile |
| ZOH 2010 | Kanada (Vancouver)          | Stříbrná medaile |
| ZOH 2014 | Rusko (Soči)                | Stříbrná medaile |
| ZOH 2018 | Jižní Korea (Pchjongčchang) | Zlatá medaile    |
| ZOH 2022 | Čína (Peking)               | Stříbrná medaile |

### Mistrovství světa
Na mistrovství světa startuje USA od roku 1990. Hraje stále v elitní skupině a vždy získala zlatou nebo stříbrnou medaili.
| 1990 | Kanada (Ottawa)                          | Stříbrná medaile                 |                                  |                                  |
| 1992 | Finsko (Tampere)                         | Stříbrná medaile                 |                                  |                                  |
| 1994 | USA (Lake Placid)                        | Stříbrná medaile                 |                                  |                                  |
| 1997 | Kanada (různá města v provincii Ontario) | Stříbrná medaile                 |                                  |                                  |
| 1999 | Finsko (Espoo)                           | Stříbrná medaile                 |                                  |                                  |
| 2000 | Kanada (různá města v provincii Ontario) | Stříbrná medaile                 |                                  |                                  |
| 2001 | USA (různá města ve státě Minnesota)     | Stříbrná medaile                 |                                  |                                  |
| 2004 | Kanada (Halifax, Dartmouth)              | Stříbrná medaile                 |                                  |                                  |
| 2005 | Švédsko (Linköping)                      | Zlatá medaile                    |                                  |                                  |
| 2007 | Kanada (Winnipeg, Selkirk)               | Stříbrná medaile                 |                                  |                                  |
| 2008 | Čína (Charbin)                           | Zlatá medaile                    |                                  |                                  |
| 2009 | Finsko (Hämeenlinna)                     | Zlatá medaile                    |                                  |                                  |
| 2011 | Švýcarsko (Curych, Winterthur)           | Zlatá medaile                    |                                  |                                  |
| 2012 | USA (Burlington)                         | Stříbrná medaile                 |                                  |                                  |
| 2013 | Kanada (Ottawa)                          | Zlatá medaile                    |                                  |                                  |
| 2015 | Švédsko (Malmö)                          | Zlatá medaile                    |                                  |                                  |
| 2016 | Kanada (Kamloops)                        | Zlatá medaile                    |                                  |                                  |
| 2017 | USA (Plymouth)                           | Zlatá medaile                    |                                  |                                  |
| 2019 | Finsko (Espoo)                           | [ 1 ]                            |                                  |                                  |
| 2020 | zrušeno kvůli pandemii covidu-19         | zrušeno kvůli pandemii covidu-19 | zrušeno kvůli pandemii covidu-19 | zrušeno kvůli pandemii covidu-19 |
| 2021 | Kanada (Calgary)                         | Stříbrná medaile                 |                                  |                                  |
| 2022 | Dánsko (Herning, Frederikshavn)          | Stříbrná medaile                 |                                  |                                  |
| 2023 | Kanada (Brampton)                        | Zlatá medaile                    |                                  |                                  |

### Mistrovství pobřeží Tichého oceánu
USA získaly dvakrát 2. místo na Mistrovství pobřeží Tichého oceánu.
| MS   | Místo konání      | Umístění         |
| ---- | ----------------- | ---------------- |
| 1995 | USA (San José)    | Stříbrná medaile |
| 1996 | Kanada (Richmond) | Stříbrná medaile |